# Okręg wyborczy nr 29 do Sejmu Rzeczypospolitej Polskiej (1993–2001)
Okręg wyborczy nr 29 do Sejmu Rzeczypospolitej Polskiej (1993–2001) obejmował województwo olsztyńskie. W ówczesnym kształcie został utworzony w 1993. Wybieranych było w nim 8 posłów w systemie proporcjonalnym.
Siedzibą okręgowej komisji wyborczej był Olsztyn.

## Wyniki wyborów
| Podział 8 mandatów: SLD: 4 UP: 1 PSL: 2 UD: 1 |

| Podział 8 mandatów: SLD: 4 UW: 1 AWS: 3 |

## Reprezentanci okręgu
| Sejm | Rok  | Poseł KW                                  | Poseł KW                                  | Poseł KW                                  | Poseł KW                                  | Poseł KW                                  | Poseł KW                                  | Poseł KW                                  | Poseł KW                                  | Poseł KW                                  | Poseł KW                                  | Poseł KW                                  | Poseł KW                                  | Poseł KW                                  | Poseł KW                                  | Poseł KW                                  | Poseł KW                                  |
| ---- | ---- | ----------------------------------------- | ----------------------------------------- | ----------------------------------------- | ----------------------------------------- | ----------------------------------------- | ----------------------------------------- | ----------------------------------------- | ----------------------------------------- | ----------------------------------------- | ----------------------------------------- | ----------------------------------------- | ----------------------------------------- | ----------------------------------------- | ----------------------------------------- | ----------------------------------------- | ----------------------------------------- |
| II   | 1993 |                                           | T. Iwiński SLD                            |                                           | M. Święcicki UD                           |                                           | D. Ciborowska SLD                         |                                           | Z. Suszczewicz PSL                        |                                           | Z. Zysk UP                                |                                           | T. Matyjek SLD                            |                                           | I. Petryna PSL                            |                                           | S. Kowalczyk SLD                          |
| II   | 1996 | A. Bober UD                               | T. Iwiński SLD                            |                                           |                                           |                                           | D. Ciborowska SLD                         |                                           | Z. Suszczewicz PSL                        |                                           | Z. Zysk UP                                |                                           | T. Matyjek SLD                            |                                           | I. Petryna PSL                            |                                           | S. Kowalczyk SLD                          |
| III  | 1997 |                                           | T. Iwiński SLD                            | A. Żyliński UW                            |                                           | H. Nowina Konopka AWS                     | D. Ciborowska SLD                         |                                           | G. Langowska AWS                          |                                           | A. Smoliński AWS                          | J. Sosnowska SLD                          | T. Matyjek SLD                            |                                           |                                           |                                           |                                           |
| III  | 2000 | A. Umiński SLD                            | T. Iwiński SLD                            | A. Żyliński UW                            |                                           | H. Nowina Konopka AWS                     | D. Ciborowska SLD                         |                                           | G. Langowska AWS                          |                                           | A. Smoliński AWS                          | J. Sosnowska SLD                          |                                           |                                           |                                           |                                           |                                           |
| IV   | 2001 | okręg zniesiony – patrz okręgi nr 34 i 35 | okręg zniesiony – patrz okręgi nr 34 i 35 | okręg zniesiony – patrz okręgi nr 34 i 35 | okręg zniesiony – patrz okręgi nr 34 i 35 | okręg zniesiony – patrz okręgi nr 34 i 35 | okręg zniesiony – patrz okręgi nr 34 i 35 | okręg zniesiony – patrz okręgi nr 34 i 35 | okręg zniesiony – patrz okręgi nr 34 i 35 | okręg zniesiony – patrz okręgi nr 34 i 35 | okręg zniesiony – patrz okręgi nr 34 i 35 | okręg zniesiony – patrz okręgi nr 34 i 35 | okręg zniesiony – patrz okręgi nr 34 i 35 | okręg zniesiony – patrz okręgi nr 34 i 35 | okręg zniesiony – patrz okręgi nr 34 i 35 | okręg zniesiony – patrz okręgi nr 34 i 35 | okręg zniesiony – patrz okręgi nr 34 i 35 |

### Wybory parlamentarne 1993
| Komitet wyborczy                                      | Komitet wyborczy                                     | Głosów | %     | Mandaty | Wybrani posłowie                                                         |
| ----------------------------------------------------- | ---------------------------------------------------- | ------ | ----- | ------- | ------------------------------------------------------------------------ |
|                                                       | Sojusz Lewicy Demokratycznej                         | 61 368 | 23,70 | 4       | Tadeusz Iwiński, Danuta Ciborowska, Tadeusz Matyjek, Stanisław Kowalczyk |
|                                                       | Polskie Stronnictwo Ludowe                           | 38 284 | 14,79 | 2       | Zygmunt Suszczewicz, Irena Petryna                                       |
|                                                       | Unia Demokratyczna                                   | 23 573 | 9,10  | 1       | Marcin Święcicki, Andrzej Bober                                          |
|                                                       | Unia Pracy                                           | 18 801 | 7,26  | 1       | Zbigniew Zysk                                                            |
|                                                       | Kongres Liberalno-Demokratyczny                      | 16 540 | 6,39  | –       |                                                                          |
|                                                       | Konfederacja Polski Niepodległej                     | 13 118 | 5,07  | –       |                                                                          |
|                                                       | Partia X                                             | 12 516 | 4,83  | –       |                                                                          |
|                                                       | Samoobrona – Leppera                                 | 12 077 | 4,66  | –       |                                                                          |
|                                                       | Bezpartyjny Blok Wspierania Reform                   | 10 679 | 4,12  | –       |                                                                          |
|                                                       | Porozumienie Centrum                                 | 10 392 | 4,01  | –       |                                                                          |
|                                                       | Katolicki Komitet Wyborczy „Ojczyzna”                | 10 344 | 4,00  | –       |                                                                          |
|                                                       | Niezależny Samorządny Związek Zawodowy „Solidarność” | 10 150 | 3,92  | –       |                                                                          |
|                                                       | Unia Polityki Realnej                                | 6794   | 2,62  | –       |                                                                          |
|                                                       | Koalicja dla Rzeczypospolitej                        | 5932   | 2,29  | –       |                                                                          |
|                                                       | Polskie Stronnictwo Ludowe – Porozumienie Ludowe     | 5900   | 2,28  | –       |                                                                          |
|                                                       | Mniejszość Niemiecka Województwa Olsztyńskiego       | 2444   | 0,94  | –       |                                                                          |
| Frekwencja: 51,51% Źródło: Państwowa Komisja Wyborcza |                                                      |        |       |         |                                                                          |

Poniższa tabela przedstawia podział mandatów dla komitetów wyborczych na podstawie uzyskanych głosów, a następnie obliczonych ilorazów wyborczych na podstawie metody D’Hondta.
| Podział mandatów dla komitetów wyborczych na podstawie metody D’Hondta | Podział mandatów dla komitetów wyborczych na podstawie metody D’Hondta | Podział mandatów dla komitetów wyborczych na podstawie metody D’Hondta | Podział mandatów dla komitetów wyborczych na podstawie metody D’Hondta | Podział mandatów dla komitetów wyborczych na podstawie metody D’Hondta | Podział mandatów dla komitetów wyborczych na podstawie metody D’Hondta | Podział mandatów dla komitetów wyborczych na podstawie metody D’Hondta | Podział mandatów dla komitetów wyborczych na podstawie metody D’Hondta | Podział mandatów dla komitetów wyborczych na podstawie metody D’Hondta | Podział mandatów dla komitetów wyborczych na podstawie metody D’Hondta | Podział mandatów dla komitetów wyborczych na podstawie metody D’Hondta | Podział mandatów dla komitetów wyborczych na podstawie metody D’Hondta |
| Komitet wyborczy                                                       | Komitet wyborczy                                                       | Liczba głosów                                                          | Iloraz wyborczy                                                        | Iloraz wyborczy                                                        | Iloraz wyborczy                                                        | Iloraz wyborczy                                                        | Iloraz wyborczy                                                        | Iloraz wyborczy                                                        | Iloraz wyborczy                                                        | Mandaty                                                                | TP                                                                     |
| Komitet wyborczy                                                       | Komitet wyborczy                                                       | Liczba głosów                                                          | /1                                                                     | /2                                                                     | /3                                                                     | /4                                                                     | /5                                                                     | ...                                                                    | /8                                                                     | Mandaty                                                                | TP                                                                     |
| ---------------------------------------------------------------------- | ---------------------------------------------------------------------- | ---------------------------------------------------------------------- | ---------------------------------------------------------------------- | ---------------------------------------------------------------------- | ---------------------------------------------------------------------- | ---------------------------------------------------------------------- | ---------------------------------------------------------------------- | ---------------------------------------------------------------------- | ---------------------------------------------------------------------- | ---------------------------------------------------------------------- | ---------------------------------------------------------------------- |
|                                                                        | Sojusz Lewicy Demokratycznej                                           | 61 368                                                                 | 61 368                                                                 | 30 684                                                                 | 20 456                                                                 | 15 342                                                                 | 12 274                                                                 | ...                                                                    | 7671                                                                   | 4                                                                      | 2,92                                                                   |
|                                                                        | Polskie Stronnictwo Ludowe                                             | 38 284                                                                 | 38 284                                                                 | 19 142                                                                 | 12 761                                                                 | 9571                                                                   | 7657                                                                   | ...                                                                    | 4786                                                                   | 2                                                                      | 1,82                                                                   |
|                                                                        | Unia Demokratyczna                                                     | 23 573                                                                 | 23 573                                                                 | 11 787                                                                 | 7858                                                                   | 5893                                                                   | 4715                                                                   | ...                                                                    | 2947                                                                   | 1                                                                      | 1,12                                                                   |
|                                                                        | Unia Pracy                                                             | 18 801                                                                 | 18 801                                                                 | 9401                                                                   | 6267                                                                   | 4700                                                                   | 3760                                                                   | ...                                                                    | 2350                                                                   | 1                                                                      | 0,89                                                                   |
|                                                                        | Konfederacja Polski Niepodległej                                       | 13 118                                                                 | 13 118                                                                 | 6559                                                                   | 4373                                                                   | 3280                                                                   | 2624                                                                   | ...                                                                    | 1640                                                                   | 0                                                                      | 0,62                                                                   |
|                                                                        | Bezpartyjny Blok Wspierania Reform                                     | 10 679                                                                 | 10 679                                                                 | 5340                                                                   | 3560                                                                   | 2670                                                                   | 2136                                                                   | ...                                                                    | 1335                                                                   | 0                                                                      | 0,51                                                                   |
|                                                                        | Mniejszość Niemiecka Województwa Olsztyńskiego                         | 2444                                                                   | 2444                                                                   | 1222                                                                   | 815                                                                    | 611                                                                    | 489                                                                    | ...                                                                    | 306                                                                    | 0                                                                      | 0,12                                                                   |
| Ogółem                                                                 | Ogółem                                                                 | 168 267                                                                | –                                                                      | –                                                                      | –                                                                      | –                                                                      | –                                                                      | –                                                                      | –                                                                      | 8                                                                      | 8                                                                      |

### Wybory parlamentarne 1997
| Komitet wyborczy                                      | Komitet wyborczy                               | Głosów | %     | Mandaty | Wybrani posłowie                                                                       |
| ----------------------------------------------------- | ---------------------------------------------- | ------ | ----- | ------- | -------------------------------------------------------------------------------------- |
|                                                       | Sojusz Lewicy Demokratycznej                   | 74 906 | 33,40 | 4       | Tadeusz Iwiński, Danuta Ciborowska, Joanna Sosnowska, Tadeusz Matyjek, Andrzej Umiński |
|                                                       | Akcja Wyborcza Solidarność                     | 57 992 | 25,86 | 3       | Halina Nowina Konopka, Grażyna Langowska, Andrzej Smoliński                            |
|                                                       | Unia Wolności                                  | 34 009 | 15,16 | 1       | Adam Żyliński                                                                          |
|                                                       | Unia Pracy                                     | 12 870 | 5,74  | –       |                                                                                        |
|                                                       | Polskie Stronnictwo Ludowe                     | 12 746 | 5,68  | –       |                                                                                        |
|                                                       | Ruch Odbudowy Polski                           | 12 575 | 5,61  | –       |                                                                                        |
|                                                       | Krajowa Partia Emerytów i Rencistów            | 5597   | 2,50  | –       |                                                                                        |
|                                                       | Krajowe Porozumienie Emerytów i Rencistów      | 5303   | 2,36  | –       |                                                                                        |
|                                                       | Unia Prawicy Rzeczypospolitej                  | 4059   | 1,81  | –       |                                                                                        |
|                                                       | Blok dla Polski                                | 2477   | 1,10  | –       |                                                                                        |
|                                                       | Mniejszość Niemiecka Województwa Olsztyńskiego | 1729   | 0,77  | –       |                                                                                        |
| Frekwencja: 42,49% Źródło: Państwowa Komisja Wyborcza |                                                |        |       |         |                                                                                        |

Poniższa tabela przedstawia podział mandatów dla komitetów wyborczych na podstawie uzyskanych głosów, a następnie obliczonych ilorazów wyborczych na podstawie metody D’Hondta.
| Podział mandatów dla komitetów wyborczych na podstawie metody D’Hondta | Podział mandatów dla komitetów wyborczych na podstawie metody D’Hondta | Podział mandatów dla komitetów wyborczych na podstawie metody D’Hondta | Podział mandatów dla komitetów wyborczych na podstawie metody D’Hondta | Podział mandatów dla komitetów wyborczych na podstawie metody D’Hondta | Podział mandatów dla komitetów wyborczych na podstawie metody D’Hondta | Podział mandatów dla komitetów wyborczych na podstawie metody D’Hondta | Podział mandatów dla komitetów wyborczych na podstawie metody D’Hondta | Podział mandatów dla komitetów wyborczych na podstawie metody D’Hondta | Podział mandatów dla komitetów wyborczych na podstawie metody D’Hondta | Podział mandatów dla komitetów wyborczych na podstawie metody D’Hondta | Podział mandatów dla komitetów wyborczych na podstawie metody D’Hondta |
| Komitet wyborczy                                                       | Komitet wyborczy                                                       | Liczba głosów                                                          | Iloraz wyborczy                                                        | Iloraz wyborczy                                                        | Iloraz wyborczy                                                        | Iloraz wyborczy                                                        | Iloraz wyborczy                                                        | Iloraz wyborczy                                                        | Iloraz wyborczy                                                        | Mandaty                                                                | TP                                                                     |
| Komitet wyborczy                                                       | Komitet wyborczy                                                       | Liczba głosów                                                          | /1                                                                     | /2                                                                     | /3                                                                     | /4                                                                     | /5                                                                     | ...                                                                    | /8                                                                     | Mandaty                                                                | TP                                                                     |
| ---------------------------------------------------------------------- | ---------------------------------------------------------------------- | ---------------------------------------------------------------------- | ---------------------------------------------------------------------- | ---------------------------------------------------------------------- | ---------------------------------------------------------------------- | ---------------------------------------------------------------------- | ---------------------------------------------------------------------- | ---------------------------------------------------------------------- | ---------------------------------------------------------------------- | ---------------------------------------------------------------------- | ---------------------------------------------------------------------- |
|                                                                        | Sojusz Lewicy Demokratycznej                                           | 74 906                                                                 | 74 906                                                                 | 37 453                                                                 | 24 969                                                                 | 18 727                                                                 | 14 981                                                                 | ...                                                                    | 9363                                                                   | 4                                                                      | 3,09                                                                   |
|                                                                        | Akcja Wyborcza Solidarność                                             | 57 992                                                                 | 57 992                                                                 | 28 996                                                                 | 19 331                                                                 | 14 498                                                                 | 11 598                                                                 | ...                                                                    | 6705                                                                   | 3                                                                      | 2,39                                                                   |
|                                                                        | Unia Wolności                                                          | 34 009                                                                 | 34 009                                                                 | 17 005                                                                 | 11 336                                                                 | 8502                                                                   | 6802                                                                   | ...                                                                    | 4251                                                                   | 1                                                                      | 1,40                                                                   |
|                                                                        | Polskie Stronnictwo Ludowe                                             | 12 746                                                                 | 12 746                                                                 | 6373                                                                   | 4249                                                                   | 3187                                                                   | 2549                                                                   | ...                                                                    | 1593                                                                   | 0                                                                      | 0,53                                                                   |
|                                                                        | Ruch Odbudowy Polski                                                   | 12 575                                                                 | 12 575                                                                 | 6288                                                                   | 4192                                                                   | 3144                                                                   | 2515                                                                   | ...                                                                    | 1572                                                                   | 0                                                                      | 0,52                                                                   |
|                                                                        | Mniejszość Niemiecka Województwa Olsztyńskiego                         | 1729                                                                   | 1729                                                                   | 865                                                                    | 576                                                                    | 432                                                                    | 346                                                                    | ...                                                                    | 216                                                                    | 0                                                                      | 0,07                                                                   |
| Ogółem                                                                 | Ogółem                                                                 | 193 957                                                                | –                                                                      | –                                                                      | –                                                                      | –                                                                      | –                                                                      | –                                                                      | –                                                                      | 8                                                                      | 8                                                                      |